# Valse wingerd
Valse wingerd (Parthenocissus vitacea, synoniem: Parthenocissus inserta) is een vijfbladige klimplant uit de wijnstokfamilie (Vitaceae). De plant is afkomstig uit het oosten van Noord-Amerika. De soort lijkt heel veel op de vijfbladige wingerd (Parthenocissus quinquefolia). Het belangrijkste verschil bestaat uit de kleverige bolletjes aan het uiteinde van de uitlopertjes bij de laatste. Die bolletjes ontbreken bij de valse wingerd.

## Kenmerken
Valse wingerd is een klimplant die tot een hoogte van 20 meter kan groeien. De bladeren zijn samengesteld en bestaan uit 5 blaadjes (een enkele keer 3 bij jongere planten) die aan een centraal punt op de steel vastzitten en 3 tot 20 cm (een enkele keer zelfs 30 cm) groot zijn. De bladeren hebben een gezaagde rand.

## Bloei
De bloemen zijn klein en groenachtig en bloeien, laat in de lente, in trosjes die, laat in de zomer of vroeg in de herfst, in harde paars-zwarte besjes veranderen van zo'n 6 tot 10 mm in doorsnede. Deze besjes bevatten oxaalzuur, maar dat zuur is nauwelijks giftig voor mensen en andere zoogdieren. De bessen vormen overigens voor vogels een belangrijke voedselbron. Ook in de bloeiwijze verschilt de valse wingerd van de vijfbladige wingerd. Bij de vitacea vertakt de steel waaraan de besjes groeien zich dichotoom.(zie afbeelding) Bij de vijfbladige wingerd is er sprake van een rechte steel waaraan zijtakjes groeien.

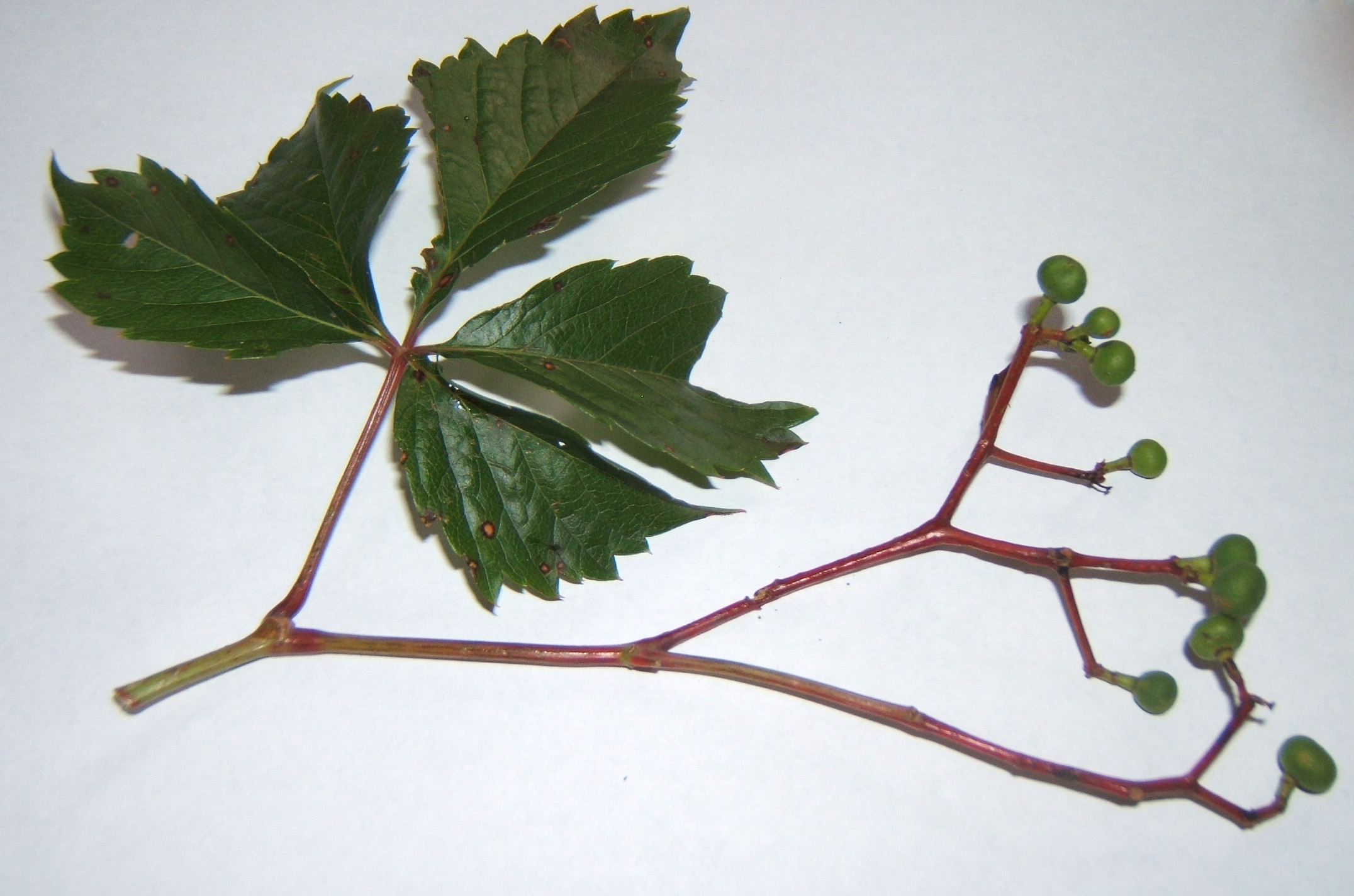
Vertakking

## In tuinen en tegen muren
Valse wingerd wordt gekweekt als een sierplant voor zijn diep bordeauxrode bladeren in de herfst. Vaak wordt hij als bodembedekker gebruikt en soms groeit hij ook over andere bomen. Tegen muren wordt hij vaak met latten geleid.